# Nymphargus ocellatus
Espèce
Synonymes
- Hylella ocellata Boulenger, 1918
- Cochranella ocellata (Boulenger, 1918)

Statut de conservation UICN

 DD  : Données insuffisantes
Nymphargus ocellatus est une espèce d'amphibiens de la famille des Centrolenidae.

## Répartition
Cette espèce est endémique du Pérou. Elle se rencontre dans les régions de Pasco, d'Ayacucho et de Cuzco de 1 200 à 1 700 m d'altitude dans la cordillère Orientale.

## Description
L'holotype mesure 29 mm.

## Publication originale
- Boulenger, 1918 : Descriptions of new South-American Batrachians. Annals and Magazine of Natural History, sér. 9, vol. 2, p. 427-433 (texte intégral).